# Jupitergigantensäule von Walheim
| Nachbildung der Jupitergigantensäule in Walheim |                                                  |
| Fundort                                         | Walheim                                          |
| Entstehung                                      | 2./3. Jahrhundert                                |
| Ausgrabung                                      | 1967                                             |
| Verwahrort                                      | Limesmuseum Aalen Römisches Lapidarium Stuttgart |
| Material                                        | Stubensandstein                                  |
| Gesamthöhe                                      | etwa 6 Meter                                     |
| Kapitell                                        | 51 × 68 cm                                       |
| Säulenschaft                                    | 260,5 × 41 / 36 cm                               |
| Zwischensockel                                  | 78 × 50 cm                                       |
| Viergötterstein                                 | 99 × 52–54 cm                                    |

Die Jupitergigantensäule von Walheim ist ein Weihedenkmal für Jupiter, das im 2./3. Jahrhundert in der Nähe des ehemaligen römischen Kohortenkastells in Walheim errichtet wurde. Bei einer Ausgrabung wurden 1967 die bis auf den Gigantenreiter fast vollzählig erhaltenen Überreste der Säule geborgen, später auch der Gigantenreiter.
Die Überreste werden im Limesmuseum Aalen und im Römischen Lapidarium Stuttgart verwahrt. Nachbildungen der Säule wurden in Aalen, Benningen am Neckar, Bexbach, Hechingen, Köngen, Pforzheim und Walheim aufgestellt.
Titelbild: Nachbildung der Jupitergigantensäule von Walheim vor dem Museum Römerhaus Walheim
(→  Bildkommentar).

## Beschreibung
Gerhard Bauchhenß führt in seiner Monographie der obergermanischen Jupitergigantensäulen den „in Obergermanien und Gallien so weitverbreiteten Brauch der Jupitergigantensäulen“ auf zwei Wurzeln zurück:
- „Die einheimische, weitgehend keltische Bevölkerung brachte die Vorstellung eines in Baumform zu verehrenden Gottes mit.“

- „Die Große Mainzer Jupitersäule, die ganz in römischer Tradition steht, gab den Anstoß für eine Übersetzung des Baumkultes in Steindenkmäler.“

Die etwa sechs Meter hohe Jupitergigantensäule aus Walheim folgt dieser Tradition. Die Säule aus Stubensandstein besteht aus einem quaderförmigen Viergötterstein, über dem sich ein runder Zwischensockel und der Säulenschaft mit dem Kapitell und der Gigantenreiterskulptur erheben.

### Viergötterstein
Der 99 cm hohe Viergötterstein ruhte auf einer teilweise erhaltenen Fundamentplatte. Er hat einen quadratischen Grundriss und schließt mit einer profilierten Basis- und Deckplatte ab. An den Seiten trägt der Viergötterstein vier Reliefs in rechteckigen, gerahmten Nischen mit Doppelbögen.
| - Viergötterstein (Nachbildung Aalen) - 1. Juno. - 2. Minerva. - 3. Herkules. - 4. Merkur. |

| Nummer | Position | Götter                       | Darstellung                                                                                    |
| ------ | -------- | ---------------------------- | ---------------------------------------------------------------------------------------------- |
| 1      | vorn     | Juno, Göttermutter           | Bekleidete Frau mit Zepter, die auf einem Altärchen opfert.                                    |
| 2      | rechts   | Minerva, Göttin der Weisheit | Bekleidete Frau mit Helm, Lanze, Schild und Eule.                                              |
| 3      | hinten   | Herkules, Halbgott           | Bärtiger Mann mit Keule, Löwenfell und Hesperidenäpfeln.                                       |
| 4      | links    | Merkur, Gott des Handels     | Mann mit gelocktem Haar, Flügelhut, Schlangenstab und Geldbeutel, flankiert von Bock und Hahn. |

### Zwischensockel
Der 78 cm hohe, runde Zwischensockel schließt mit einer profilierten Basis- und Deckplatte ab. In den Zwischensockel sind acht Nischen  mit Götterreliefs eingelassen. Die Nischen werden von Säulen mit Würfelkapitellen flankiert und schließen mit einfachen oder Doppelbögen und einem Dreiecksgiebel ab. Die Tabelle gibt die Reliefs in rechtsläufiger Folge.
| - Zwischensockel (Nachbildung Walheim) - Zwischensockel mit (von links) den Reliefs 5–8: Juno, Vulkan, Vesta/Venus und Mars. (→ Bildkommentar) - Viergötterstein, Zwischensockel und Säulenbasis. |

| Nummer | Gott                                                                 | Darstellung |
| ------ | -------------------------------------------------------------------- | --- |
| 1      | Viktoria, Siegesgöttin                                               | Geflügelte weibliche Figur mit nacktem Oberkörper. Schreibt mit der rechten Hand auf einen ovalen Schild.              |
| 2      | Fortuna, Glücksgöttin                                                | Bekleidete weibliche Figur mit Füllhorn und Steuerruder.                                                               |
| 3      | Jupiter, Göttervater                                                 | Thronender Mann mit Bart, gelocktem Haar und entblößtem Oberkörper. Mit Blitzbündel in der linken Hand.                |
| 4      | Apollo, Gott der Künste                                              | Gelockter Mann mit Leier.                                                                                              |
| 5      | Juno, Göttermutter                                                   | Bekleidete weibliche Figur mit zylindrischer Büchse (Pyxis).                                                           |
| 6      | Vulkan, Gott der Schmiede                                            | Mann mit Bart, gelocktem Haar, Filzmütze (Pilos) und Arbeitsrock (Exomis) stützt sich mit dem Hammer auf einen Amboss. |
| 7      | Vesta (?), Göttin von Heim und Herd oder Venus (?), Göttin der Liebe | Bekleidete weibliche Figur mit Schleier und angewinkelten Armen.                                                       |
| 8      | Mars, Kriegsgott                                                     | Mann mit Helm, Panzer, Lanze und Schild.                                                                               |

### Säulenschaft
Der Säulenschaft ist einschließlich Basis und Kapitell über drei Meter hoch und hat einen Durchmesser von 41 cm über der Basis und von 36 cm unter dem Kapitell. Die attische Säulenbasis besteht aus einer Platte (Plinthe) und zwei kräftigen, von einer Kehle getrennten Wulsten. Der Schaft besteht aus zwei Trommeln, schwillt in der Mitte leicht an und verjüngt sich nach oben. Im unteren Teil trägt er einen Dekor aus hängenden Schuppen, die nach oben von einem umlaufenden, fischgrätenartigen Doppelblattfries begrenzt werden. Der obere Teil des Schafts ist mit Motiven aus dem Weinbau verziert. Aus palmettenartigen Büschen wachsen drei starke, mit übergroßen Trauben behangene Weinstöcke. In den vielfach verästelten Weinranken pflücken Menschen, Eroten und Vögel die Beeren, dazwischen treiben räuberische Schlangen und Füchse (?) ihr Wesen.
| - Säulenschaft - Nachbildung Walheim. - Nachbildung Walheim. - Nachbildung Aalen. (→ Bildkommentar) |

### Kapitell
Das 51 cm hohe und in der Mitte 68 cm breite Kapitell korinthischer Ordnung wird an der Basis von einem Kranz aus Akanthusblättern umschlossen. Die Seitenflächen tragen zwischen den abgebrochenen Eckvoluten von Blattwerk umgebene Kopfreliefs. Die beiden erhaltenen Reliefs zeigen einen bärtigen langhaarigen Mann und eine Frau mit langen Haaren. Das Kapitell wird von einer eingezogenen Deckplatte (Abakus) bekrönt.
| - Gigantenreiter und Kapitell - Nachbildung Aalen. - Nachbildung Walheim. |

### Gigantenreiter
Die Figur des Gigantenreiters stellt eine Allegorie der Gigantomachie dar, des Kampfes der Giganten gegen Jupiter und die olympischen Götter, in dem Jupiter den Sieg davontrug.
Der stark beschädigte Gigantenreiter wurde nach der ursprünglichen Ausgrabung in späterer Zeit aufgefunden. Erhalten sind: Jupiter ohne Kopf, mit teilweise abgebrochenen Gliedmaßen und Mantelansatz, das Pferd mit Rumpf und Kopf, aber ohne Beine, und der Gigant. Wegen der starken Beschädigung des Walheimer Gigantenreiters wurde der Gigantenreiter der Jupitergigantensäule von Hausen an der Zaber als Vorlage zur Rekonstruktion verwendet.
Der Gewittergott Jupiter sprengt auf seinem Pferd mit nacktem Oberkörper und im Wind bauschendem Mantel dahin, die Zügel in der Linken und in der Rechten ein Blitzbündel. Das Pferd bäumt sich im Galopp über einem nackten Giganten, der auf Händen und Schlangenfüßen am Boden vorwärtsrobbt.

## Geschichte

### Entstehung
Die Jupitergigantensäule von Walheim wurde im 2/3. Jahrhundert als Weihedenkmal für Jupiter errichtet, den höchsten Gott der Römer. Walheim gehörte zur römischen Provinz Obergermanien (Germania superior), in deren Gebiet bisher Überreste von über hundert Jupitergigantensäulen gefunden wurden. Der Fundort befand sich in der Nähe des ehemaligen römischen Kohortenkastells in Walheim.

### Ausgrabung
Bei Bauarbeiten wurden 1967 die bis auf den Gigantenreiter fast vollzählig erhaltenen, wenn auch teilweise stark beschädigten Überreste der Säule geborgen. Der stark beschädigte Gigantenreiter wurde später aufgefunden. Erhalten sind: Jupiter ohne Kopf, mit Mantelansatz und teilweise abgebrochenen Gliedmaßen, das Pferd mit Rumpf und Kopf, aber ohne Beine, und der Gigant. Die Fundstücke sind im Besitz des Landesmuseums Stuttgart. Der Torso des Gigantenreiters kann im Römischen Lapidarium in Stuttgart besichtigt werden. An mehreren #Standorten wurden Nachbildungen der Jupitergigantensäule aufgestellt.
| - Römisches Lapidarium Stuttgart - Torso des Gigantenreiters, von vorn. - Torso des Gigantenreiters, von hinten. |

## Standorte
Die Skulpturenfunde der Jupitergigantensäule von Walheim werden im Römischen Lapidarium Stuttgart verwahrt. Nach den Originalfunden wurde die Jupitergigantensäule in Originalgröße rekonstruiert und in Walheim aufgestellt. Weitere Nachbildungen befinden sich in Aalen, Benningen am Neckar, Bexbach, Hechingen, Köngen und Pforzheim.
| Ort | Standort                                                            | Beschreibung | Karte               |
| --- | ------------------------------------------------------------------- | --- | ------------------- |
| Aalen | Limesmuseum Aalen, Sankt-Johann-Straße 5.                           | In der alten Römerstadt Aalen, die ehemals direkt am Obergermanisch-Rätischen Limes lag, ist im Limesmuseum eine Nachbildung der Jupitergigantensäule von Walheim aufgestellt. | 48.836097 10.084444 |
| Benningen am Neckar | Westlich vom Rathaus, Studionstraße 10.                             | \| Zur Römerzeit lag Benningen an einem Kastell des Neckar-Odenwald-Limes. Beim Rathausneubau wurden 1971 Fragmente einer über zehn Meter hohen Jupitergigantensäule gefunden, deren Gigantenreiter in einem doppelspännigen Streitwagen (Biga) über den Giganten hinweg galoppiert. Das Foto zeigt als Anschauungsbeispiel für den Benninger Gigantenreiter die Nachbildung des Gigantenreiters von Löchgau-Weißenhof im Römerpark in Köngen. Die von den Alamannen zerstörte Säule war wohl die höchste ihrer Art nördlich der Alpen. Auf Grund vieler fehlender Teile konnte die Säule nicht rekonstruiert werden. Zur Erinnerung ließ die Gemeinde 1981 eine Nachbildung der Jupitergigantensäule von Walheim beim Rathaus aufstellen. \| | 48.944506 9.24365   |
| Bexbach | Bexbacher Blumengarten, Niederbexbacher Straße 62.                  | Auf dem Höcherberg bei Bexbach im Saarland wurde im 16. Jahrhundert ein Viergötterstein gefunden, der sich heute im Historischen Museum der Pfalz in Speyer befindet. An diesen Fund erinnert eine Nachbildung der Jupitergigantensäule von Walheim, die im Bexbacher Blumengarten aufgestellt wurde. |                     |
| Güglingen | Deutscher Hof 10, vor dem Restaurant Cisterna di Vino.              | Auf dem Gebiet der Stadt Güglingen befand sich vom 2. bis 3. Jahrhundert eine römische Siedlung. Im Stadtbild trifft man vielfach auf römische Steindenkmäler. Sie wurden im Rahmen der Stadtkernsanierung zur Erinnerung an die römische Vergangenheit der Stadt an verschiedenen Stellen des Orts installiert. Eine Nachbildung des Viergöttersteins der Jupitergigantensäule von Walheim wurde im Deutschen Hof aufgestellt. Auf ihr ruht die Marmorskulptur „Steinzeitung“, ein Werk des Kubach-Wilmsen-Teams aus dem Jahr 1982. | 49.066743 8.999591  |
| Hechingen-Stein | Römisches Freilichtmuseum Hechingen-Stein.                          | Nahe dem kleinen Dorf Stein, einem Stadtteil von Hechingen, lag zur Römerzeit eine Siedlung, auf deren Gelände das Römische Freilichtmuseum Hechingen-Stein eingerichtet wurde. Bei Ausgrabungen wurden auch Teile einer Jupitergigantensäule gefunden, die jedoch nicht zu einer Rekonstruktion ausreichten. Zur Erinnerung wurde stattdessen eine Nachbildung der Jupitergigantensäule von Walheim bei dem römischen Gutshof (Villa rustica) in dem Freilichtmuseum aufgestellt. | 48.376042 8.93504   |
| Köngen | Römerpark, Bahnhofstraße 1.                                         | Die Gemeinde Köngen liegt auf dem Gebiet einer römischen Siedlung am Neckar-Odenwald-Limes. Auf dem Gelände des ehemaligen Kastells befindet sich heute ein archäologischer Park, der Römerpark. Zur Erinnerung an die Römerzeit wurde eine Nachbildung der Jupitergigantensäule von Walheim bei dem Wachturm an der Südecke des Parks aufgestellt. | 48.676481 9.360355  |
| Pforzheim | Vor dem Archäologischen Schauplatz Kappelhof, Altstätter Straße 26. | Die Stadt Pforzheim geht auf eine römische Siedlung an einer Enz-Furt zurück. Im Archäologischen Schauplatz sind die Bruchstücke mehrerer großer Jupitersäulen ausgestellt, darunter ein relativ gut erhaltener Gigantenreiter. Zur Erinnerung an diese nicht rekonstruierbaren Säulen wurde eine Nachbildung der Jupitergigantensäule von Walheim vor dem archäologischen Museum aufgestellt. |                     |
| Stuttgart-Mitte | Planie, im Neuen Schloss.                                           | Das Römische Lapidarium im Neuen Schloss in Stuttgart verwahrt die Originalfragmente der Jupitergigantensäule von Walheim. Der Torso des Gigantenreiters kann in der Schausammlung des Lapidariums besichtigt werden. | 48.777497 9.18087   |
| Walheim | Vor dem Museum Römerhaus Walheim, Römerstraße 16.                   | Das Römerhaus Walheim birgt ein in seinen Grundmauern vollständig erhaltenes römisches Streifenhaus. Vor dem Römerhaus wurde eine Nachbildung der Jupitergigantensäule aufgestellt, deren Originalfragmente im Römischen Lapidarium Stuttgart verwahrt werden. | 49.013332 9.156164  |
| Zur Römerzeit lag Benningen an einem Kastell des Neckar-Odenwald-Limes. Beim Rathausneubau wurden 1971 Fragmente einer über zehn Meter hohen Jupitergigantensäule gefunden, deren Gigantenreiter in einem doppelspännigen Streitwagen (Biga) über den Giganten hinweg galoppiert. Das Foto zeigt als Anschauungsbeispiel für den Benninger Gigantenreiter die Nachbildung des Gigantenreiters von Löchgau-Weißenhof im Römerpark in Köngen. Die von den Alamannen zerstörte Säule war wohl die höchste ihrer Art nördlich der Alpen. Auf Grund vieler fehlender Teile konnte die Säule nicht rekonstruiert werden. Zur Erinnerung ließ die Gemeinde 1981 eine Nachbildung der Jupitergigantensäule von Walheim beim Rathaus aufstellen. |                                                                     | |                     |

| - Nachbildungen der Jupitergigantensäule von Walheim - Aalen. - Benningen am Neckar. - Güglingen (Viergötterstein mit „Steinzeitung“). - Hechingen-Stein. - Köngen. - Pforzheim. - Walheim. |

### Allgemein
- Gerhard Bauchhenß: Die Iupitergigantensäulen in der römischen Provinz. Germania superior. In: Gerhard Bauchhenß; Peter Noelke: Die Iupitersäulen in den germanischen Provinzen. Köln 1981, besonders Seite 237–238, Tafel 48.3.
- Philipp Filtzinger: Die Jupitergigantensäule von Walheim. In: Fundberichte Baden-Württemberg, Jahrgang 1, 1974, Seite 437–482, online.
- Philipp Filtzinger: Hic saxa loquuntur : römische Steindenkmäler im Lapidarium Stiftsfruchtkasten und in der Ausstellung „Die Römer in Württemberg“ im Alten Schloß = Hier reden die Steine. Aalen 1980, Seite 145–146, Abbildung Seite 143, Nummer 6.

### Hilfsliteratur
- Enrico De Gennaro: Römische Steindenkmäler im Güglinger Stadtraum. Güglingen 2013, Seite 3–5.
- Meinrad Schaab, Hansmartin Schwarzmaier (Hrsg.) u. a.: Handbuch der baden-württembergischen Geschichte. Band 1: Allgemeine Geschichte. Teil 1: Von der Urzeit bis zum Ende der Staufer. Hrsg. im Auftrag der Kommission für geschichtliche Landeskunde in Baden-Württemberg. Klett-Cotta, Stuttgart 2001, ISBN 3-608-91465-X, S. 174, online.